# Strike Back/Episodenliste

Logo zur Serie

Diese Episodenliste enthält alle Episoden der britischen Kriegsserie Strike Back, sortiert nach der britischen bzw. US-amerikanischen Erstausstrahlung. Zwischen 2010 und 2018 entstanden in sieben Staffeln 66 Episoden mit einer Länge von jeweils etwa 44 Minuten.

## Übersicht
| Staffel | Episodenanzahl | Titel          | Erstausstrahlung England | Erstausstrahlung England | Erstausstrahlung USA | Erstausstrahlung USA | Deutschsprachige Erstausstrahlung | Deutschsprachige Erstausstrahlung |
| Staffel | Episodenanzahl | Titel          | Staffelpremiere          | Staffelfinale            | Staffelpremiere      | Staffelfinale        | Staffelpremiere                   | Staffelfinale                     |
| ------- | -------------- | -------------- | ------------------------ | ------------------------ | -------------------- | -------------------- | --------------------------------- | --------------------------------- |
| 1       | 6              | Strike Back    | 05.05.2010               | 19.05.2010               | 25.10.2013           | 29.11.2013           | 26.01.2011                        | 29.01.2011                        |
| 2       | 10             | Project Dawn   | 21.08.2011               | 23.10.2011               | 12.08.2011           | 21.10.2011           | 09.12.2011                        | 10.02.2012                        |
| 3       | 10             | Vengeance      | 02.09.2012               | 04.11.2012               | 17.08.2012           | 12.10.2012           | 14.12.2012                        | 08.02.2013                        |
| 4       | 10             | Shadow Warfare | 28.10.2013               | 30.12.2013               | 09.08.2013           | 18.10.2013           | 13.12.2013                        | 07.02.2014                        |
| 5       | 10             | Legacy         | 03.06.2015               | 29.07.2015               | 31.07.2015           | 09.10.2014           | 07.12.2015                        | 08.02.2016                        |
| 6       | 10             | Retribution    | 31.10.2017               | 28.02.2018               | 02.02.2018           | 06.04.2018           | 08.10.2018                        | 03.12.2018                        |
| 7       | 10             | Revolution     | 28.02.2019               | 02.05.2019               | 25.01.2019           | 29.03.2019           | 07.10.2019                        | 02.12.2019                        |
| 8       | 10             | Vendetta       | 25.02.2020               | 28.04.2020               | 14.02.2020           | 17.04.2020           |                                   |                                   |

## Staffel 1: Chris Ryan’s Strike Back
Die Ersstrahlung der ersten Staffel war vom 5. bis zum 19. Mai 2010 auf dem britischen Fernsehsender  Sky1 zu sehen. Die deutschsprachige Erstausstrahlung sendete der Sender RTL II vom 26. bis zum 29. Januar 2011 in Doppelfolgen.
| Nr. (ges.) | Nr. (St.) | Deutscher Titel                  | Originaltitel | Erstausstrahlung UK | Deutschsprachige Erstausstrahlung (D) | Regie           | Drehbuch                    |
| --- | --------- | -------------------------------- | ------------- | ------------------- | ------------------------------------- | --------------- | --------------------------- |
| 1 | 1         | Strike Back – Der Hinterhalt (1) | Episode 1     | 5. Mai 2010         | 26. Jan. 2011                         | Daniel Percival | Jed Mercurio                |
| Am 18. März 2003 bereiten sich britische Soldaten auf einem Schiff der britischen Marine auf ihren Einsatz zur Befreiung des vor zwei Wochen in Bagdad entführten Kenneth Bratton, dem Geschäftsbereichsleiter eines britischen Rüstungsunternehmen, vor. Ihr Einsatz verläuft zwar insofern erfolgreich, als der Entführte befreit und mittels eines Helikopters ausgeflogen werden kann. Allerdings wird bei der Befreiung der Geisel der befehlshabende John Porter sowie ein weiterer Soldat verletzt, während S. Sgt. M. Reilly und Sgt. K. T. Finn im Treppenhaus des Mehrfamilienhauses tödlich getroffen werden. Da Porter zuvor an der Stelle, an der die beiden getöteten Soldaten gefunden wurden, die Sprengstoffweste des jungen Iraker namens As'ad entschärfte, ihn jedoch nicht tötete, wird gemutmaßt, dass As'ad die britischen Soldaten erschoss. Daraufhin wird Porter nach seiner Rückkehr nach England nahegelegt, sich einen Arbeitsplatz im Innendienst zuweisen zu lassen und aus dem aktiven Dienst auszuscheiden. Porter quittiert daraufhin seinen Dienst und findet einen neuen Job beim MI6 als Wachmann. Sieben Jahre später bekommt Porter beim MI6 zufällig mit, dass die britische Journalistin Katie Dartmouth im Irak in der Nähe von Basra von einer Gruppierung, die sich selbst „Das Schwert des Islams“ nennt, gekidnappt wurde. Ihr Vater war einst ein einflussreicher Minister, der sich für die Beteiligung der britischen Armee am Irakkrieg aussprach. Major Hugh Collinson, ehemaliges Teammitglied von Porter, leitet inzwischen die Abteilung des MI6, die für die Befreiung der entführten Journalistin zuständig ist. Porter spricht ihn darauf an, dass er As'ad als einen der mutmaßlichen Entführer auf dem vom Mobiltelefon der Journalistin übertragenen Foto wiedererkannt hat und bittet ihn darum, in den Irak entsandt zu werden, um die Journalistin zu befreien und seinen sieben Jahre zuvor begangenen Fehler wieder gutzumachen. Collinson willigt ein und schickt ihn als weitere Option neben dem offiziellen Team in den Einsatz. Das vierköpfige Team der britischen Streitkräfte fällt in einem Hinterhalt einer Sprengstofffalle zum Opfer. |           |                                  |               |                     |                                       |                 |                             |
| 2 | 2         | Strike Back – Der Hinterhalt (2) | Episode 2     | 5. Mai 2010         | 26. Jan. 2011                         | Daniel Percival | Jed Mercurio                |
| John Porter dringt erneut in das Mehrfamilienhaus ein, das bereits sieben Jahre zuvor Ziel der Operation gewesen ist. Dort bringt er einen der Geiselnehmer in seine Gewalt. Porter zwingt den überwältigten Geiselnehmer, ihn zum Aufenthaltsort der Journalistin zu bringen. Unterdessen trennen die Geiselnehmer der Journalistin die linke Hand in einer über das Internet übertragenen Videobotschaft ab, weil ihr Vater ohne vorherige Lösegeldforderung einen Geldbetrag zur Freilassung seiner Tochter anbot. Statt eine Lösegeldforderung zu stellen, fordern die Geiselnehmer die Freilassung eines inhaftierten Mitkämpfers aus dem britischen Hochsicherheitsgefängnis Belmarsh. Porter gelingt es, nachdem er selber in Gefangenschaft der Geiselnehmer geraten war, die Journalistin zu befreien. Beim Aufeinandertreffen mit As'ad stellt sich heraus, dass dieser die Soldaten nicht getötet hat, sondern mit ansehen musste, wie dies der jetzige Einsatzleiter Collinson eigenhändig tat. Der Besatzung des Hubschraubers, der Porter und die Journalistin außer Landes bringt, verweigert Collinson per Funk, As'ad aufzunehmen. Dieser muss daraufhin von Porter am Boden zurückgelassen werden, wo er von seinen Waffenbrüdern verfolgt wird. Zuvor verriet As'ad jedoch sein Geheimnis über die tödlichen Schüsse auf die britischen Soldaten der Journalistin Katie. |           |                                  |               |                     |                                       |                 |                             |
| 3 | 3         | Strike Back – Die Mission (1)    | Episode 3     | 12. Mai 2010        | 28. Jan. 2011                         | Daniel Percival | Jed Mercurio & Alan Whiting |
| In Harare, der Hauptstadt Simbabwes, erschießt Felix Masuku, früherer Soldat des Special Air Service, einen Doppelgänger des Präsidenten Simbabwes, im Glauben, den Präsidenten Robert Mugabe selbst vor der Mündung seines Scharfschützengewehrs zu haben. Seine beiden Mitverschwörer sterben im Kugelhagel der heraneilenden Soldaten. Masuku wird gefangen genommen und in einem Hochsicherheitsgefängnis inhaftiert. Da Masuku bei einer Tante in London aufgewachsen ist und ehemaliger Soldat der britischen Streitkräfte war, kommt in den Medien das Gerücht auf, das Attentat sei von der britischen Regierung geplant worden. Daher wird John Porter von Hugh Collinson nach Simbabwe geschickt, um Masuku aus dem Gefängnis zu befreien und ihn anschließend zu töten, damit dieser nicht in dem in drei Monaten angesetzten Gerichtsverfahren die britische Regierung mit seiner Aussage belasten kann. Dazu wird Porter unter dem Namen John Dean als illegal agierender Blutdiamanten-Händler nach Simbabwe eingeschleust. In Harare vor Ort angekommen, erhält die Polizei Simbabwes von der südafrikanischen Regierung im Auftrag Englands einen Tipp zur Ergreifung Porters. Dieser wird von der Polizei aufgegriffen und in dasselbe Gefängnis wie Masuku gebracht. Layla Thompson, eine Kollegin Porters, die ebenfalls für das MI6 tätig ist, gibt sich im Gefängnis als Gesandte der südafrikanischen Regierung aus, die die Auslieferung Porters an Südafrika verlangt. Im Gespräch mit Porter gibt sie ihm die entscheidenden Hinweise, wie seine Flucht mit Masuku durchgeführt werden muss. Zugleich informiert sie ihn darüber, dass sich Masukus Gerichtsverfahren um zwei Monate beschleunigt hat und eine Verlegung Masukus aus dem Gefängnis unmittelbar bevorsteht. Währenddessen erhält Colonel Tshuma den Hinweis von einer britischen Kontaktperson, die für die südafrikanische Regierung arbeitet, dass Layla Thompson unter einer falschen Identität tätig ist. Dennoch gelingt Porter zusammen mit Masuku der Ausbruch aus dem Hochsicherheitsgefängnis. Außerhalb der Stadt verlassen die beiden Flüchtigen ihren Fluchtwagen. Porter ruft sich den Inhalt seiner Mission ins Gedächtnis, die vorsieht, Masuku zu töten. Im Angesicht des Todes teilt Masuku mit, dass er vom britischen Geheimdienst angeworben wurde, den Präsidenten Robert Mugabe zu töten, jedoch gelinkt wurde. Porter glaubt ihm und macht sich zusammen mit Masuku auf den Weg zur südafrikanischen Grenze, damit ihm Gelegenheit gegeben wird, eine entsprechende Aussage zu machen. |           |                                  |               |                     |                                       |                 |                             |
| 4 | 4         | Strike Back – Die Mission (2)    | Episode 4     | 12. Mai 2010        | 28. Jan. 2011                         | Daniel Percival | Jed Mercurio & Alan Whiting |
| Colonel Tshuma macht mit seinen Männern und einem fährtenlesenden Buschmann Jagd auf Porter und Masuku. Von den Soldaten unter Feuer genommen, können sich die beiden Flüchtenden an einer Schlucht nur noch durch den Sprung in einen Fluss retten, der sie zu einer Missionsstation bringt. Dort werden sie Zeugen, wie die Schulklasse der Missionarin Leyla, die vorwiegend aus AIDS-Waisen besteht, von bewaffneten Gangstern, sogenannten Tsotsis, bedrängt werden. Einer der Gangster schleppt eines der Mädchen in eine Hütte, woraufhin Masuku ihr zu Hilfe eilt, um die drohende Vergewaltigung zu verhindern. Porter gibt ihm widerwillig Feuerschutz, die beiden töten die drei Kämpfer, wobei Masuku jedoch angeschossen wird. Dieser gibt Porter unmissverständlich zu verstehen, dass er nicht ohne die Schulklasse seine Flucht nach Südafrika fortsetzen wird. Leyla weist die beiden Männer darauf hin, dass sich zwei der Kinder als Geiseln in der Gewalt der Tsotsis im wenige Kilometer entfernten Dorf befinden. Porter macht sich daraufhin auf den Weg, um die beiden Kinder zu befreien, während Masuku aufgrund seiner Verletzung in der Missionsstation zurückbleibt und auf die Schulklasse aufpasst. Während der Befreiungsaktion wird Porter ebenfalls angeschossen, kann die beiden Kinder jedoch wohl behalten zur Missionsstation zurückbringen. Dort verschanzen sich Porter und Masuku vor den herannahenden Soldaten von Colonel Tshuma. Unterdessen gelingt es Hugh Collinson den Maulwurf in den eigenen Reihen zu entlarven, der aus der britischen Botschaft in Südafrika die für das Attentat von Masuku benötigten Informationen für insgesamt 6 Millionen US-Dollar verkauft hat. Als Collinson daraufhin beschließt, nach Südafrika zu reisen, um den Staatsdiener mit seiner Vorwürfen des Landesverrates zu konfrontieren, begeht dieser Selbstmord. Aus den Unterlagen, die Collinson im Haus des Verräters findet, erkennt er die Brisanz der Situation und bittet das südafrikanische Militär um Unterstützung. Dieses eilt Porter und Masuku zur Hilfe und schlägt die angreifenden Soldaten in die Flucht. Während des Schusswechsels gelingt Masuku die Flucht, während Tshuma, der Collinson anschießt, von Porter getötet wird. Per Satellitentelefonverbindung erfährt Porter im Videochat noch in Afrika von seiner Tochter, dass seine inzwischen getrennt von ihm lebende Frau, die aufgrund eines Tumors operiert worden ist, im Zuge des medizinischen Eingriffs gestorben ist. |           |                                  |               |                     |                                       |                 |                             |
| 5 | 5         | Strike Back – Tag der Rache (1)  | Episode 5     | 19. Mai 2010        | 29. Jan. 2011                         | Edward Hall     | Robert Murphy               |
| Der Softwareingenieur für Fernlenkwaffen Gerald Baxter war einst im Dienst der britischen Streitkräfte, wurde jedoch nach der versehentlichen Bombardierung eines Dorfes in der Nähe von Samara für untauglich für den aktiven Dienst erklärt, nachdem er für die Fehlfunktion der eingesetzten Waffen verantwortlich gemacht wurde und in der Folge unter einer posttraumatischen Belastungsstörung litt. Die CIA hingegen rekrutierte ihn trotz Kenntnis seines psychischen Zustands und schickte ihn nach Afghanistan. Als es Baxter, der inzwischen den Namen Yusuf Mohammed angenommen hat, in der afghanischen Provinz Helmand gelingt, eine von einem britischen Kampfflugzeug abgefeuerte Luft-Boden-Rakete umzuprogrammieren, so dass sie ihr Ziel um 600 m verfehlt und in einer Truppe von 22 US-amerikanischen Marines einschlägt, wendet sich der US-amerikanische Militärattaché Frank Arlington in London an den MI6. Er wünscht, dass sich die britische Regierung offiziell für den Tod der US-amerikanischen Soldaten verantwortlich bekennt, sich öffentlich bei den Familien entschuldigt und diese finanziell großzügig abfindet. Hugh Collinson, Leiter der zuständigen Abteilung, ist mit diesem Vorschlag keinesfalls einverstanden. Er weiht Arlington jedoch ein, dass er zwischenzeitlich John Porter nach Afghanistan entsandt hat, der sich dort als Waffenhändler ausgibt, um Baxter ausfindig zu machen und nach England zurückzubringen. Daraufhin machen sich die US-amerikanischen Streitkräfte ebenfalls auf die Suche nach Porter und Baxter und nehmen beide in Gewahrsam. Obwohl Porter seine wahre Identität als britischer Soldat offenlegt, erhalten die Marines die Order, beide Männer zu töten. Porter und Baxter gelingt die Flucht aus US-amerikanischer Gefangenschaft. Daraufhin gesteht Baxter, dass er früher für die CIA gearbeitet hat, sich jedoch inzwischen Zahir Sharq, dem zusehends an Einfluss gewinnenden Rebellenführer der Taliban, angeschlossen hat, nachdem er feststellen musste, dass die US-amerikanische Regierung versucht ihn zu töten. Baxter geht auf die Aufforderung Porters ein, diesen zu Sharq in Pakistan zu bringen. Als die beiden Briten jedoch in Sharqs Festung eintreffen, offenbart er dem Rebellenführer Porters wahre Identität, woraufhin Porter von Sharqs Gefolgsleuten inhaftiert wird. Nachdem Baxter jedoch ein Videotelefonie-Gespräch zwischen Sharq und Arlington mitschneiden kann, indem Arlington dem Afghanen zusagt, ihn mit Waffen und Informationen zu versorgen, sofern Sharq bereit sei, Porter und Baxter zu töten, hilft er Porter, die afghanischen Rebellen zu überwältigen und aus der Festung zu fliehen. |           |                                  |               |                     |                                       |                 |                             |
| 6 | 6         | Strike Back – Tag der Rache (2)  | Episode 6     | 19. Mai 2010        | 29. Jan. 2011                         | Edward Hall     | Robert Murphy               |
| Porter kann Baxter davon überzeugen, mit ihm zurück nach England zu kommen, um seine Aussage zu den in Helmand getöteten US-amerikanischen Soldaten zu Protokoll zu geben, ein neues Leben zu beginnen und den Kontakt zu seiner in den USA lebenden Familie wieder aufzunehmen. Mit Collinson wird dazu telefonisch ausgehandelt, dass Baxter Straffreiheit und seiner Familie Schutz garantiert wird. Um von einem britischen Evakuierungskommando aufgenommen werden zu können, müssen sich die beiden Männer jedoch zunächst aus Pakistan über die Grenze nach Afghanistan begeben. Am vereinbarten Treffpunkt, den Arlington von Collinson erfahren hat, wird Baxter von einem von Sharqs Männern in einem Hinterhalt getötet, wie dies zuvor von Arlington mit Sharq vereinbart wurde. Zwar hätte nach dieser Abmachung auch Porter getötet werden sollen, doch dieser kann den Angreifer töten. Sieben Jahre zuvor wurde ein Soldat bei einem Einsatz unter dem Kommando von Porter in Bagdad angeschossen und lag seitdem im Koma. Da dieser Soldat trotz Reanimierungsversuchen der Ärzte verstirbt, kann das Projektil nun aus seinem Schädel entnommen und einer ballistischen Untersuchung zugeführt werden, die Leyla in London in Auftrag gibt. Es stellt sich heraus, dass Collinson damals der Schütze der tödlichen Schüsse war. Leyla konfrontiert Collinson mit ihrem neu gewonnenen Wissen. Dieser entscheidet sich dafür nach Afghanistan zu reisen, um Porter vor Ort zu töten, der jedoch von Leyla telefonisch vorgewarnt werden kann. Am Ende des Kampfs zwischen Collinson und Porter gibt Collinson unter Tränen an, er habe unter enormer Anspannung bei dem damaligen Einsatz gestanden und die Schüsse reflexartig abgegeben, ohne zu erkennen, dass es sich um die eigenen Kameraden handele. Porter vergibt ihm. Nach diesem Geständnis werden die beiden Briten von Kämpfern der Taliban angegriffen. Dabei wird Collinson tödlich verwundet, während es Porter gelingt, den bewaffneten und gepanzerten Landrover zu erreichen, mit dem ihm die Flucht gelingt. Während er sich mit dem Wagen auf dem Weg durch die afghanische Einöde befindet, wird einem Delta Force Team grünes Licht zur Eliminierung Porters gegeben, von dem angenommen wird, dass er sich in Richtung des Iran bewegen wird. |           |                                  |               |                     |                                       |                 |                             |

## Staffel 2: Project Dawn
Die Erstausstrahlung der zweiten Staffel fand vom 12. August bis zum 21. Oktober 2011 auf dem britischen Fernsehsender  Sky1 statt. Die deutschsprachige Erstausstrahlung wurde auf dem Sender FOX Channel zwischen dem 9. Dezember 2011 und dem 10. Februar 2012 gesendet.
| Nr. (ges.) | Nr. (St.) | Deutscher Titel          | Originaltitel | Erstausstrahlung UK | Deutschsprachige Erstausstrahlung (D) | Regie           | Drehbuch        |
| ---------- | --------- | ------------------------ | ------------- | ------------------- | ------------------------------------- | --------------- | --------------- |
| 7          | 1         | Tödliches Kommando (1)   | Episode 1     | 21. Aug. 2011       | 9. Dez. 2011                          | Daniel Percival | Frank Spotnitz  |
| 8          | 2         | Tödliches Kommando (2)   | Episode 2     | 28. Aug. 2011       | 16. Dez. 2011                         | Daniel Percival | Frank Spotnitz  |
| 9          | 3         | Geschäft mit dem Tod (1) | Episode 3     | 4. Sep. 2011        | 23. Dez. 2011                         | Bill Eagles     | Frank Spotnitz  |
| 10         | 4         | Geschäft mit dem Tod (2) | Episode 4     | 11. Sep. 2011       | 30. Dez. 2011                         | Bill Eagles     | Frank Spotnitz  |
| 11         | 5         | Die Killermiliz (1)      | Episode 5     | 18. Sep. 2011       | 6. Jan. 2012                          | Alex Holmes     | Richard Zajdlic |
| 12         | 6         | Die Killermiliz (2)      | Episode 6     | 25. Sep. 2011       | 13. Jan. 2012                         | Alex Holmes     | Richard Zajdlic |
| 13         | 7         | Brutales Spiel (1)       | Episode 7     | 2. Okt. 2011        | 20. Jan. 2012                         | Paul Wilmhurst  | Simon Burke     |
| 14         | 8         | Brutales Spiel (2)       | Episode 8     | 9. Okt. 2011        | 27. Jan. 2012                         | Paul Wilmhurst  | Simon Burke     |
| 15         | 9         | Sturmangriff (1)         | Episode 9     | 16. Okt. 2011       | 3. Feb. 2012                          | Daniel Percival | Tony Saint      |
| 16         | 10        | Sturmangriff (2)         | Episode 10    | 23. Okt. 2011       | 10. Feb. 2012                         | Daniel Percival | Tony Saint      |

## Staffel 3: Vengeance
Die Erstausstrahlung der dritten Staffel wurde vom 17. August bis zum 12. Oktober 2012 auf dem britischen Fernsehsender  Sky1 gesendet. Die deutschsprachige Erstausstrahlung fand vom 14. Dezember 2012 bis zum 8. Februar 2013 auf dem Sender FOX Channel statt.
| Nr. (ges.) | Nr. (St.) | Deutscher Titel   | Originaltitel | Erstausstrahlung UK | Deutschsprachige Erstausstrahlung (D) | Regie              | Drehbuch        |
| ---------- | --------- | ----------------- | ------------- | ------------------- | ------------------------------------- | ------------------ | --------------- |
| 17         | 1         | Der Überläufer    | Episode 1     | 2. Sep. 2012        | 14. Dez. 2012                         | Bill Eagles        | Tony Saint      |
| 18         | 2         | Eingeschlossen    | Episode 2     | 9. Sep. 2012        | 21. Dez. 2012                         | Bill Eagles        | Tony Saint      |
| 19         | 3         | Jäger und Gejagte | Episode 3     | 16. Sep. 2012       | 28. Dez. 2012                         | Paul Wilmshurst    | James Dormer    |
| 20         | 4         | Der Bruder        | Episode 4     | 23. Sep. 2012       | 4. Jan. 2013                          | Paul Wilmshurst    | James Dormer    |
| 21         | 5         | Keine Wahl        | Episode 5     | 30. Sep. 2012       | 11. Jan. 2013                         | Julian Holmes      | Richard Zajdlic |
| 22         | 6         | Auf der Flucht    | Episode 6     | 7. Okt. 2012        | 18. Jan. 2013                         | Julian Holmes      | Richard Zajdlic |
| 23         | 7         | Das Attentat      | Episode 7     | 14. Okt. 2012       | 25. Jan. 2013                         | Michael J. Bassett | John Simpson    |
| 24         | 8         | Das Versprechen   | Episode 8     | 21. Okt. 2012       | 1. Feb. 2013                          | Michael J. Bassett | John Simpson    |
| 25         | 9         | Falsche Spuren    | Episode 9     | 28. Okt. 2012       | 8. Feb. 2013                          | Bill Eagles        | Tony Saint      |
| 26         | 10        | Gegen die Zeit    | Episode 10    | 4. Nov. 2012        | 8. Feb. 2013                          | Bill Eagles        | Tony Saint      |

## Staffel 4: Shadow Warfare
Die Erstausstrahlung der vierten Staffel war vom 9. August bis zum 18. Oktober 2013 auf dem britischen Fernsehsender  Sky1 zu sehen. Die deutschsprachige Erstausstrahlung sendete der Sender FOX Channel vom 13. Dezember 2013 bis zum 7. Februar 2014.
| Nr. (ges.) | Nr. (St.) | Deutscher Titel         | Originaltitel | Erstausstrahlung UK | Deutschsprachige Erstausstrahlung (D) | Regie              | Drehbuch                                      |
| ---------- | --------- | ----------------------- | ------------- | ------------------- | ------------------------------------- | ------------------ | --------------------------------------------- |
| 27         | 1         | Kamali                  | Episode 1     | 28. Okt. 2013       | 13. Dez. 2013                         | Michael J. Bassett | Simon Burke, Tim Vaughan & Michael J. Bassett |
| 28         | 2         | Mann ohne Vergangenheit | Episode 2     | 4. Nov. 2013        | 20. Dez. 2013                         | Michael J. Bassett | Simon Burke, Tim Vaughan & Michael J. Bassett |
| 29         | 3         | Kaltgestellt            | Episode 3     | 11. Nov. 2013       | 27. Dez. 2013                         | Julian Holmes      | James Dormer                                  |
| 30         | 4         | Die Falle               | Episode 4     | 18. Nov. 2013       | 3. Jan. 2014                          | Julian Holmes      | James Dormer                                  |
| 31         | 5         | Der Preis der Freiheit  | Episode 5     | 25. Nov. 2013       | 10. Jan. 2014                         | Paul Wilmshurst    | John Simpson                                  |
| 32         | 6         | Der Anschlag            | Episode 6     | 2. Dez. 2013        | 17. Jan. 2014                         | Paul Wilmshurst    | John Simpson                                  |
| 33         | 7         | Puschkin                | Episode 7     | 9. Dez. 2013        | 24. Jan. 2014                         | Stephen Woolfenden | Simon Burke & Ben Newman                      |
| 34         | 8         | Der Killervirus         | Episode 8     | 16. Dez. 2013       | 31. Jan. 2014                         | Stephen Woolfenden | Michael J. Bassett & Tim Vaughan              |
| 35         | 9         | Zug um Zug              | Episode 9     | 23. Dez. 2013       | 7. Feb. 2014                          | Michael J. Bassett | Richard Zajdlic                               |
| 36         | 10        | Am Ende der Zeit        | Episode 10    | 30. Dez. 2013       | 7. Feb. 2014                          | Michael J. Bassett | Richard Zajdlic                               |

## Staffel 5: Legacy
Die Erstausstrahlung der fünften Staffel begann in Großbritannien am 3. Juni und endete am 29. Juli 2015 auf  Sky1. In den USA lief die Staffel vom 31. Juli 2015 bis zum 9. Oktober 2015 auf Cinemax. Die deutschsprachige Erstausstrahlung sendete der Sender FOX Channel vom 7. Dezember 2015 bis zum 8. Februar 2016.
| Nr. (ges.) | Nr. (St.) | Deutscher Titel   | Originaltitel | Erstausstrahlung UK | Deutschsprachige Erstausstrahlung (D) | Regie              | Drehbuch                                       |
| ---------- | --------- | ----------------- | ------------- | ------------------- | ------------------------------------- | ------------------ | ---------------------------------------------- |
| 37         | 1         | Chloe             | Episode 1     | 3. Juni 2015        | 7. Dez. 2015                          | Michael J. Bassett | Michael J. Bassett, Tim Vaughan & James Dormer |
| 38         | 2         | Office 39         | Episode 2     | 10. Juni 2015       | 14. Dez. 2015                         | Michael J. Basset  | Michael J. Bassett, Tim Vaughan & James Dormer |
| 39         | 3         | Das Syndikat      | Episode 3     | 17. Juni 2015       | 21. Dez. 2015                         | Julian Holmes      | James Dormer                                   |
| 40         | 4         | Die Söldner       | Episode 4     | 24. Juni 2015       | 28. Dez. 2015                         | Julian Holmes      | James Dormer                                   |
| 41         | 5         | Hinter der Grenze | Episode 5     | 1. Juli 2015        | 4. Jan. 2016                          | Brendan Maher      | Jack Lothian                                   |
| 42         | 6         | Undercover        | Episode 6     | 8. Juli 2015        | 11. Jan. 2016                         | Brendan Maher      | Jack Lothian                                   |
| 43         | 7         | Oppenheimer       | Episode 7     | 15. Juli 2015       | 18. Jan. 2016                         | Michael J. Bassett | Richard Zajdlic & Ed Whitmore                  |
| 44         | 8         | Die Bombe         | Episode 8     | 22. Juli 2015       | 25. Jan. 2016                         | Michael J. Bassett | Ed Whitmore & Jack Lothian                     |
| 45         | 9         | Der letzte Job    | Episode 9     | 29. Juli 2015       | 1. Feb. 2016                          | Michael J. Bassett | Jack Lothian                                   |
| 46         | 10        | Abgerechnet       | Episode 10    | 29. Juli 2015       | 8. Feb. 2016                          | Michael J. Bassett | Jack Lothian                                   |

## Staffel 6: Retribution
Die Erstausstrahlung der sechsten Staffel begann in Großbritannien am 31. Oktober 2017 und endete am 28. Februar 2018 auf Sky1. In den USA lief die Staffel vom 2. Februar bis zum 6. April 2018 auf Cinemax. Die deutschsprachige Erstausstrahlung sendete der Sender FOX vom 8. Oktober bis zum 3. Dezember 2018.
| Nr. (ges.) | Nr. (St.) | Deutscher Titel        | Originaltitel | Erstausstrahlung UK | Deutschsprachige Erstausstrahlung (D) | Regie              | Drehbuch                                |
| ---------- | --------- | ---------------------- | ------------- | ------------------- | ------------------------------------- | ------------------ | --------------------------------------- |
| 47         | 1         | Die Jagd ist eröffnet  | Episode 1     | 31. Okt. 2017       | 8. Okt. 2018                          | Michael J. Bassett | Jack Lothian                            |
| 48         | 2         | Schwere Geschütze      | Episode 2     | 7. Nov. 2017        | 15. Okt. 2018                         | Michael J. Bassett | Jack Lothian                            |
| 49         | 3         | Nackte Gewalt          | Episode 3     | 14. Nov. 2017       | 22. Okt. 2018                         | Brendan Maher      | Jack Lothian, James Payne, Steve Bailie |
| 50         | 4         | Der Experte            | Episode 4     | 21. Nov. 2017       | 29. Okt. 2018                         | Brendan Maher      | Jack Lothian, James Payne, Steve Bailie |
| 51         | 5         | Totentanz              | Episode 5     | 28. Nov. 2017       | 5. Nov. 2018                          | Michael J. Bassett | Jack Lothian                            |
| 52         | 6         | Ein sinnloser Tod      | Episode 6     | 31. Jan. 2018       | 12. Nov. 2018                         | Debs Paterson      | Jack Lothian                            |
| 53         | 7         | Ein Geflecht aus Lügen | Episode 7     | 7. Feb. 2018        | 19. Nov. 2018                         | Bill Eagles        | Jack Lothian & Simon Allen              |
| 54         | 8         | Verrat                 | Episode 8     | 14. Feb. 2018       | 26. Nov. 2018                         | Bill Eagles        | Jack Lothian & Simon Allen              |
| 55         | 9         | Doppeltes Spiel        | Episode 9     | 21. Feb. 2018       | 3. Dez. 2018                          | Michael J. Bassett | Jack Lothian                            |
| 56         | 10        | Gegen die Wand         | Episode 10    | 28. Feb. 2018       | 3. Dez. 2018                          | Michael J. Bassett | Jack Lothian                            |

## Staffel 7: Revolution (Silent War)
Die Erstausstrahlung der siebten Staffel lief vom 25. Januar 2019 bis zum 29. März 2019 auf Cinemax. Die deutschsprachige Erstausstrahlung sendete der Sender FOX vom 7. Oktober bis zum 2. Dezember 2019.
| Nr. (ges.) | Nr. (St.) | Deutscher Titel        | Originaltitel | Erstausstrahlung UK | Deutschsprachige Erstausstrahlung (D) | Regie           | Drehbuch                      |
| ---------- | --------- | ---------------------- | ------------- | ------------------- | ------------------------------------- | --------------- | ----------------------------- |
| 57         | 1         | Kingfisher             | Episode 1     | 25. Jan. 2019       | 7. Okt. 2019                          | Bill Eagles     | Jack Lothian                  |
| 58         | 2         | Dein Vater, der Killer | Episode 2     | 1. Feb. 2019        | 14. Okt. 2019                         | Bill Eagles     | Jack Lothian                  |
| 59         | 3         | Machtspiele            | Episode 3     | 8. Feb. 2019        | 21. Okt. 2019                         | Paul Wilmshurst | Jack Lothian                  |
| 60         | 4         | Schatten des Todes     | Episode 4     | 15. Feb. 2019       | 28. Okt. 2019                         | Paul Wilmshurst | Jack Lothian                  |
| 61         | 5         | Im Goldenen Dreieck    | Episode 5     | 22. Feb. 2019       | 4. Nov. 2019                          | Steve Shill     | Jack Lothian                  |
| 62         | 6         | Grüne Hölle            | Episode 6     | 1. März 2019        | 11. Nov. 2019                         | Steve Shill     | Jack Lothian                  |
| 63         | 7         | Der Wolf               | Episode 7     | 8. März 2019        | 18. Nov. 2019                         | Mark Everest    | Jack Lothian & Chris Cornwell |
| 64         | 8         | Willkommen in Moskau   | Episode 8     | 15. März 2019       | 25. Nov. 2019                         | Mark Everest    | Jack Lothian                  |
| 65         | 9         | Kollisionskurs         | Episode 9     | 22. März 2019       | 2. Dez. 2019                          | Bill Eagles     | Jack Lothian                  |
| 66         | 10        | Der unbekannte Feind   | Episode 10    | 29. März 2019       | 2. Dez. 2019                          | Bill Eagles     | Jack Lothian                  |